# The D.O.C.
Pour les articles homonymes, voir DOC.
The D.O.C., de son vrai nom Tracy Lynn Curry, né le 10 juin 1968 à Houston (Texas), est un rappeur américain. Hormis sa carrière solo, il est l'un des membres du groupe de hip-hop Fila Fresh Crew et, par la suite, un collaborateur du groupe de gangsta rap N.W.A. Il travaille également avec Dr. Dre, l'un des membres fondateurs des N.W.A, et compte deux albums solo.
En 1988, à la suite de sa séparation avec Fila Fresh Crew, The D.O.C. se lance dans une carrière solo. En 1989, il publie son premier album, No One Can Do It Better, qui atteint la première place des Top R&B/Hip-Hop Albums pendant deux semaines et comporte plusieurs singles à succès : It's Funky Enough, The Formula et The D.O.C. & The Doctor. L'album est certifié quintuple disque de platine. À la fin de la même année, des mois après la publication de No One Can Do It Better, The D.O.C. est victime d'un accident de voiture qui affectera son larynx et changera sa voix de manière irréversible. Après l'accident, il publie deux nouveaux albums, Helter Skelter (1996) et Deuce (2003). Depuis 2006, The D.O.C. travaille sur un quatrième album annoncé sous le titre Voices Through Hot Vessels.

## Biographie
Curry est né le 10 juin 1968 à Houston au Texas. Dans sa jeunesse, il part vivre à Dallas (West Dallas) au Texas, puis définitivement à Compton, en Californie, où il intègre le groupe N.W.A. Avant son entrée dans le groupe, D.O.C. faisait partie du groupe Fila Fresh Crew, à Dallas. Le rôle de The D.O.C. dans N.W.A est important, car il aide concrètement Eazy-E à écrire des paroles marquantes et percutantes sur Straight Outta Compton, premier album studio du groupe N.W.A. qui a été publié en 1988. Il devient par la suite l'un des paroliers du groupe avec notamment MC Ren et Ice Cube, ce qui lui permet en 1989 de produire et publier son album solo, No One Can Do It Better, avec Dr. Dre. L'album est publié le 25 juin 1989, et classé premier des R&B Albums, et 22e du Billboard 200. Certaines de ses chansons sont composées par de grandes personnalités musicales, comme George Clinton sur les titres Beautiful But Deadly et The Grand Finalé avec N.W.A, ou Isaac Hayes sur Let the Bass Go. Dr. Dre le présente à Suge Knight et à Snoop Dogg, qu'il aidera beaucoup dans sa carrière.
Deux mois après la publication de son premier album, le 20 août 1989, The D.O.C. est gravement blessé dans un accident de voiture et y perd la voix. En 1991, Dr. Dre quitte N.W.A et le label Ruthless Records d'Eazy-E pour Death Row Records de Suge Knight. The D.O.C. décide de le suivre et participe à l'écriture de certaines chansons du célèbre album The Chronic comme Lil'Ghetto Boy, A Nigga Witta Gun et Bitches ain't Shit. Malgré sa voix endommagée, The D.O.C. publie son deuxième album solo, Helter Skelter, le 23 janvier 1996, produit par Erotic D et réalisé par Dr. Dre. Ce deuxième album, bien que classé 30e du Billboard 200, connaît des ventes médiocres et est même rejeté par D.O.C.
En 2003, The D.O.C. publie son troisième album, Deuce, qui ressemble plus à une compilation qu'un album solo. Beaucoup d'artistes figurent sur cet album : Dr. Dre, Ice Cube, MC Ren, Snoop Dogg, Nate Dogg, Kurupt et Daz Dillinger (Tha Dogg Pound), Six-Two (le protégé de D.O.C.), Cadillac Seville et El Dorado ; Dr. Dre et D.O.C. hésitaient à faire rapper D.O.C. sur l'album. En 2004, son premier tube solo It's Funky Enough (1989) figure dans la playlist du jeu vidéo Grand Theft Auto: San Andreas sur Radio Los Santos. Le 5 juillet 2004, son épouse, la chanteuse américaine Erykah Badu, donne naissance à leur fille, Puma Rose Sabti.
En décembre 2006, The D.O.C. révèle travailler sur un quatrième album, intitulé Voice Through Hot Vessels, et prévoit de la publier après la sortie de l'album Detox de Dr. Dre. Dans une interview en 2008, The D.O.C. explique travailler sur l'album avec Dre,.

## Discographie
- 1989 : No One Can Do It Better
- 1996 : Helter Skelter
- 2003 : Deuce